# Aglaostigma
Aglaostigma is een geslacht van  echte bladwespen (familie Tenthredinidae).

## Soorten
- A. alboplagiatum Lacourt, 1998
- A. alpinum (C. G. Thomson, 1871)
- A. aucupariae (Klug, 1817)
- A. discolor (Klug, 1817)
- A. fulvipes (Scopoli, 1763)
- A. langei (Konow, 1894)
- A. lichtwardti (Konow, 1892)
- A. nebulosum (Ed. Andre, 1881)
- A. pingue (Klug, 1817)
- A. subalpinum Benson, 1946